# Bartholome Schiess
Bartholome Schiess (* 2. November 1625 in Herisau; † 24. Juni 1697 ebenda; heimatberechtigt ebenda) war ein Schweizer  Unternehmer, langjähriges Mitglied des Kleinen Rats und Tagsatzungsgesandter aus dem Kanton Appenzell Ausserrhoden.

## Leben
Bartholome Schiess war der Sohn von Johannes Schiess und Elsbeth Kuhn. Er ehelichte 1648 Anna Schlumpf, Tochter von Daniel Schlumpf, Junker, von St. Gallen.
Schiess war zunächst als Kaufmann und Papierer tätig. 1665 erfolgte der Eintrag seines Handelszeichens in das Markenbuch der Kaufleute von Lyon. Zusammen mit seinem Bruder Ulrich Schiess erstellte er 1666 die Bleiche Moosberg in Herisau. Von 1669 bis 1674 betrieb er die Papier- und Kornmühle im Kubel (Gemeinde Stein AR).
Von 1664 bis 1665 amtierte er als Ausserrhoder Landesfähnrich. Von 1665 bis 1668 war er fünfmal Tagsatzungsgesandter, und von 1665 bis 1675 wirkte er als Landesstatthalter. Schiess akzeptierte seine Absetzung 1675 nur mit Unmut und provozierte einen Ehrverletzungsprozess. 1653 führte er eine Kompanie Appenzeller gegen den Bauernaufstand im Entlebuch und wohnte den Verhandlungen in Zofingen bei.